# Iwan Łocmanow
Iwan Pietrowicz Łocmanow (ros. Иван Петрович Лоцманов, ur. 1903 w Dereczynie, zm. 26 stycznia 1940) – funkcjonariusz radzieckich służb specjalnych, pułkownik, ludowy komisarz spraw wewnętrznych Kirgiskiej SRR (1937-1939).

## Życiorys
Rosjanin, w latach 1910-1913 uczył się w szkole w Penzie, a 1915-1918 w szkole realnej w Rohaczowie, 1920-1926 członek Komsomołu. Od maja 1921 funkcjonariusz Czeki, 1922 sekretarz pełnomocnika homelskiego gubernialnego oddziału GPU, od września 1922 do października 1923 pomocnik pełnomocnika i pełnomocnik homelskiego gubernialnego oddziału GPU, od 1924 członek RKP(b)/WKP(b). Później był pełnomocnikiem i naczelnikiem oddziałów pogranicznych OGPU m.in. w Żytkowiczach i Połocku, od 15 marca 1932 do 11 stycznia 1937 naczelnik 17 Oddziału Pogranicznego OGPU/NKWD w Timkowiczach, od 25 lutego 1936 pułkownik. Od 11 stycznia do 23 lipca 1937 szef Wydziału Operacyjnego Zarządu Ochrony Pogranicznej i Wewnętrznej NKWD Kazachskiej SRR, od 16 sierpnia 1937 do stycznia 1939 ludowy komisarz spraw wewnętrznych Kirgiskiej SRR. Deputowany do Rady Najwyższej ZSRR 1 kadencji. Odznaczony Orderem Czerwonego Sztandaru (14 lutego 1936) i Odznaką "Honorowy Funkcjonariusz Czeki/GPU (20 grudnia 1932).
1939 aresztowany, 25 stycznia 1940 skazany na śmierć przez Wojskowe Kolegium Sądu Najwyższego ZSRR, następnie rozstrzelany (w 1956 podano, że zmarł 12 sierpnia 1943 podczas odbywania kary więzienia). Nie został zrehabilitowany.